# Ананьї
Ананьї (італ. Anagni) — муніципалітет в Італії, у регіоні Лаціо,  провінція Фрозіноне, «місто Пап».
Місто Ананьї розміщене на відстані близько 60 км на схід від Рима, 22 км на північний захід від Фрозіноне.
Населення — 21 515 осіб (2014).

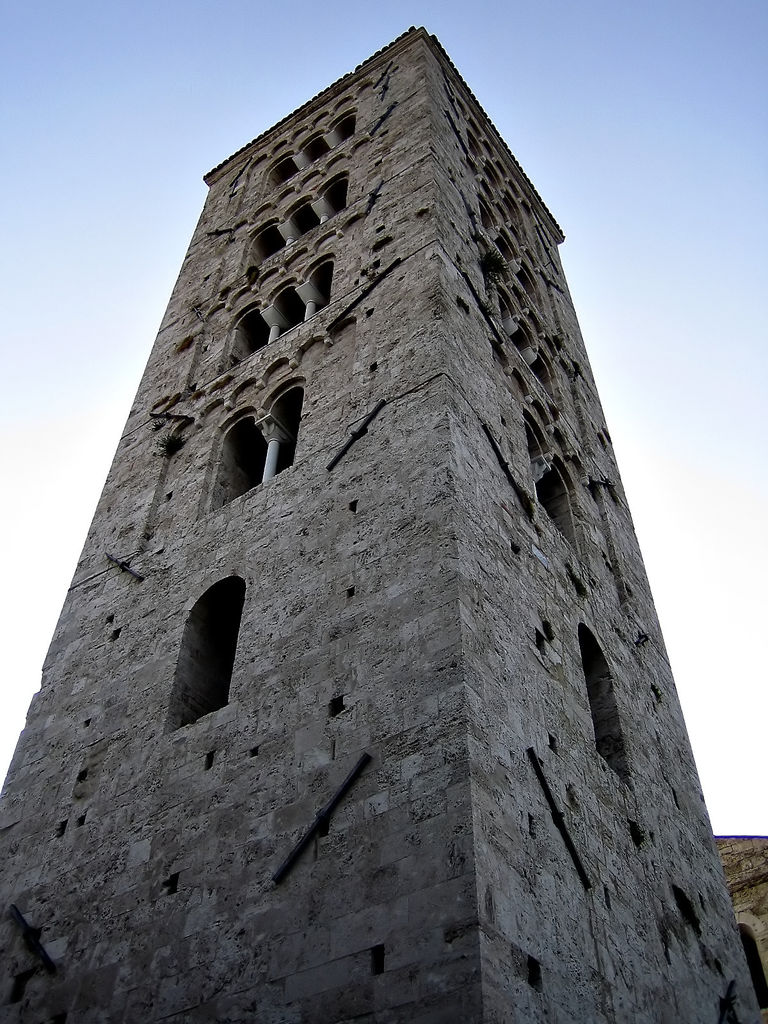

Щорічний фестиваль відбувається 19 серпня. Покровитель — San Magno.

## Демографія
Населення за роками:

Станом на 1 січня 2023 року в муніципалітеті офіційно проживали 1243 іноземці з 57 країн, серед них 507 громадян країн Євросоюзу та 12 громадян України.

## Сусідні муніципалітети
- Акуто
- Ферентіно
- Фумоне
- Гавіньяно
- Горга
- Монтеланіко
- Паліано
- Пільйо
- Згургола

## Галерея зображень

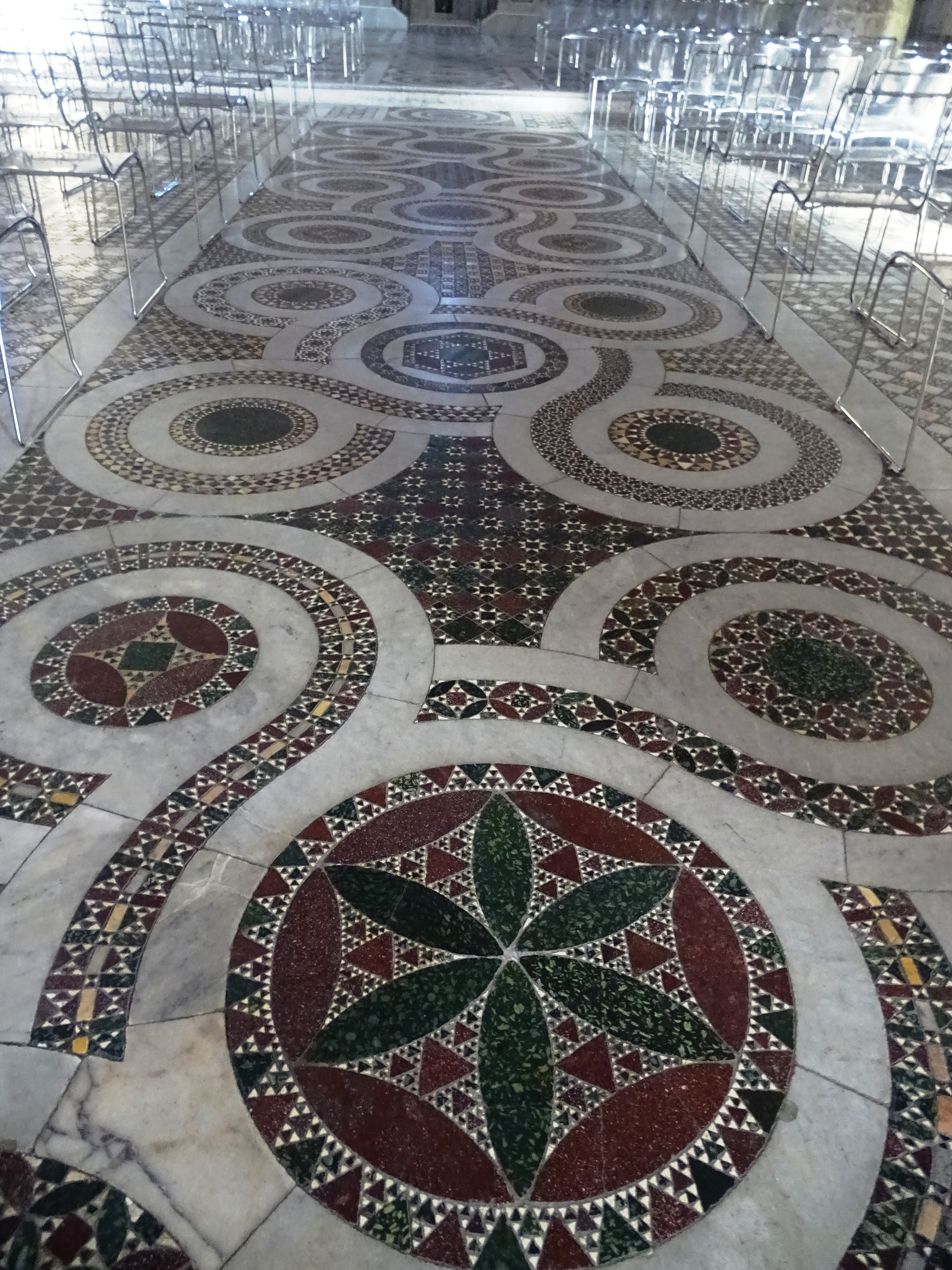
Мозаїчна підлога у стилі косматеско у Кафедральному соборі Св. Марії в Ананьї